# Маркович, Марко
Марко Маркович (Лесковац, 26 июля 1935 — 23 декабря 2011) — сербский спортивный журналист.

## Биография
Марко Маркович родился в городе Лесковац. Стал заниматься журналистикой в 1957 году. Большая часть его карьеры приходится на работу в компании «Радио и телевидение Белграда» (1961—1995). За период своей трудовой деятельности осветил огромное количество футбольных матчей, а также 40 футбольных чемпионатов Европы и мира. Кроме того, Маркович вёл репортажи об Олимпийских Играх.
Маркович участвовал в создании множества известных спортивных телепрограмм, таких как «Sportski pregled», «Sportska subota», также был автором различных других теле- и радиопередач, взял огромное количество интервью и выпустил шесть монографий.
С 1971 по 1994 Маркович был автором и ведущим культовой телепередачи «Indirekt», в которой известные журналисты, знаменитости и сами спортсмены обсуждали значимые события мира спорта.
Марко Маркович был ответственным редактор спортивных программ на «Радио и телевидении Белграда», «Радио и телевидении Сербии», а также был президентом «Ассоциации спортивных журналистов Югославии».
С 1995 года работал редактором спортивных программ на телеканале «РТВ Пинк», но в последние годы жизни участвовал в работе канал всё меньше и меньше из-за болезни.
Похоронен на аллее почётных граждан белградского Нового кладбища.